# Phreatia laxiflora
Phreatia laxiflora är en orkidéart som först beskrevs av Carl Ludwig von Blume, och fick sitt nu gällande namn av John Lindley. Phreatia laxiflora ingår i släktet Phreatia och familjen orkidéer. Inga underarter finns listade i Catalogue of Life.